# Campionati mondiali di ginnastica ritmica 2018
I XXXVI Campionati mondiali di ginnastica ritmica si sono svolti all'Arena Armeec di Sofia, in Bulgaria, dal 10 al 16 settembre 2018. L'evento ha determinato anche una prima quota di squadre qualificate alle prossime Olimpiadi di Tokyo 2020, garantendo l'accesso alla manifestazione ai primi tre gruppi classificati nel concorso generale.

## Programma
Orari in UTC+3
- Lunedì 10 settembre

10:00 - 18:50 Qualificazioni individuali cerchio e palla (1ª parte)
- Martedì 11 settembre

10:00 - 18:55 Qualificazioni individuali cerchio e palla (2ª parte)
19:15 - 20:00 Cerimonia di apertura
20:30 - 21:00 Finale individuale cerchio
21:05 - 21:35 Finale individuale palla
- Mercoledì 12 settembre

10:00 - 16:50 Qualificazioni individuali clavette e nastro (1ª parte)
- Giovedì 13 settembre

10:00 - 16:45 Qualificazioni individuali clavette e nastro (2ª parte)
20:30 - 21:00 Finale individuale clavette
21:05 - 21:35 Finale individuale nastro
22:00 - 22:05 Premiazione gara a squadre
- Venerdì 14 settembre

14:00 - 20:00 Finale della competizione individuale
- Sabato 15 settembre

13:00 - 19:30 Concorso generale a squadre
- Domenica 16 settembre

15:00 - 15:40 Finale squadre 5 cerchi
15:50 - 16:35 Finale squadre 3 palle / 2 funi

## Nazioni partecipanti
- Andorra (3)
- Armenia (3)
- Australia (10)
- Austria (9)
- Azerbaigian (9)
- Belgio (3)
- Bielorussia (9)
- Bosnia ed Erzegovina (4)
- Brasile (9)
- Bulgaria (9)
- Canada (9)
- Cile (2)
- Cina (10)
- Cipro (3)
- Corea del Nord (7)
- Corea del Sud (10)
- Croazia (3)
- Danimarca (2)
- Egitto (10)
- Estonia (9)
- Finlandia (9)
- Francia (8)
- Georgia (7)
- Germania (8)
- Giappone (9)
- Grecia (8)
- India (8)
- Israele (9)
- Italia (9)
- Kazakistan (9)
- Kirghizistan (2)
- Lettonia (3)
- Libano (1)
- Lituania (4)
- Malaysia (4)
- Messico (8)
- Moldavia (2)
- Montenegro (1)
- Norvegia (3)
- Nuova Zelanda (7)
- Polonia (9)
- Portogallo (4)
- Porto Rico (2)
- Regno Unito (3)
- Rep. Ceca (8)
- Romania (3)
- Russia (10)
- San Marino (2)
- Serbia (9)
- Slovacchia (3)
- Slovenia (10)
- Spagna (10)
- Sri Lanka (1)
- Stati Uniti (10)
- Sudafrica (4)
- Svizzera (5)
- Thailandia (2)
- Turchia (8)
- Ucraina (9)
- Ungheria (10)
- Uzbekistan (9)

## Podi
| Evento           | Oro | Punti   | Argento | Punti   | Bronzo | Punti   |
| Individuale      | |         | |         | |         |
| Cerchio          | Dina Averina | 20,850  | Linoy Ashram | 20,000  | Arina Averina                                                                                                | 19,700  |
| Palla            | Dina Averina | 20,300  | Aleksandra Soldatova                                                                                                 | 20,200  | Alexandra Agiurgiuculese                                                                                     | 19,900  |
| Clavette         | Dina Averina | 19,000  | Kacjaryna Halkina | 18,900  | Arina Averina                                                                                                | 18,850  |
| Nastro           | Aleksandra Soldatova                                                                                                 | 18,600  | Milena Baldassarri                                                                                                   | 18,550  | Linoy Ashram                                                                                                 | 18,500  |
| Completo         | Dina Averina | 81,450  | Linoy Ashram | 79,700  | Aleksandra Soldatova                                                                                         | 79,175  |
| A squadre        | |         | |         | |         |
| Completo         | Russia Arina Averina Dina Averina Aleksandra Soldatova                                                               | 161,325 | Bulgaria Borjana Kalejn Katrin Taseva Nevjana Vladinova                                                              | 150,975 | Italia Alexandra Agiurgiuculese Milena Baldassarri Alessia Russo                                             | 147,550 |
| A gruppi         | |         | |         | |         |
| 5 cerchi         | Bulgaria Elena Bineva Simona Djankova Stefani Kirjakova Madlen Radukanova Laura Traets                               | 23,300  | Giappone Rie Matsubara Sakura Noshitani Sayuri Sugimoto Ayuka Suzuki Kiko Yokota                                     | 22,800  | Italia Anna Basta Martina Centofanti Letizia Cicconcelli Agnese Duranti Alessia Maurelli Martina Santandrea  | 22,550  |
| 3 palle e 2 funi | Italia Anna Basta Martina Centofanti Letizia Cicconcelli Agnese Duranti Alessia Maurelli Martina Santandrea          | 22,550  | Russia Evgenija Levanova Ksenija Poljakova Marija Kravcova Anastasija Šišmakova Anastasija Tatareva Marija Tolkačëva | 22,200  | Ucraina Alina Bychno Tetjana Dovženko Valerija Chanina Diana Myžeryc'ka Anastasija Voznjak Valerija Juz'vjak | 21,400  |
| Completo         | Russia Evgenija Levanova Ksenija Poljakova Marija Kravcova Anastasija Šišmakova Anastasija Tatareva Marija Tolkačëva | 46,300  | Italia Anna Basta Martina Centofanti Letizia Cicconcelli Agnese Duranti Alessia Maurelli Martina Santandrea          | 44,825  | Bulgaria Elena Bineva Simona Djankova Stefani Kirjakova Madlen Radukanova Laura Traets                       | 42,050  |

## Medagliere
| Pos.   | Paese       | Oro | Argento | Bronzo | Totale |
| ------ | ----------- | --- | ------- | ------ | ------ |
| 1      | Russia      | 7   | 2       | 3      | 12     |
| 2      | Italia      | 1   | 2       | 3      | 6      |
| 3      | Bulgaria    | 1   | 1       | 1      | 3      |
| 4      | Israele     | 0   | 2       | 1      | 3      |
| 5      | Bielorussia | 0   | 1       | 0      | 1      |
| 5      | Giappone    | 0   | 1       | 0      | 1      |
| 7      | Ucraina     | 0   | 0       | 1      | 1      |
| Totale | Totale      | 9   | 9       | 9      | 27     |